# Orimarga (Orimarga) subcostata
Orimarga (Orimarga) subcostata is een tweevleugelige uit de familie steltmuggen (Limoniidae). De soort komt voor in het Neotropisch gebied.